# متعاقبة حبيبية بحرية
متعاقبة حبيبية بحرية (الاسم العلمي:Synechococcus marinus) هي نوع من البكتيريا يتبع جنس المتعاقبة الحبيبية من فصيلة المتعاقبات الحبيبية.